# Manfred Schäfer
Manfred Schäfer o Manfred Schaefer (Pillau, 12 febbraio 1943 – 28 marzo 2023) è stato un allenatore di calcio e calciatore tedesco naturalizzato australiano, di ruolo difensore.

## Carriera
Per sette anni giocò con la Nazionale australiana con la quale partecipò ai Mondiale del 1974.